# 维多利亚·奇米利特-尼尔森
维多利亚·奇米利特-尼尔森（1983年8月6日—），是前任立陶宛國會議長，也是立陶宛女子国际象棋棋手、特级大师。
奇米利特-尼尔森是2011年女子国际象棋欧洲冠军，并曾两度获得立陶宛国际象棋全国冠军。2015年，她当选为立陶宛议会议员，並於2019年當選共和國自由運動黨主席。
奇米利特-尼尔森于2007年与国际象棋特级大师阿列克谢·希罗夫结婚。两人于2007年离婚。2013年，她改嫁丹麦特级大师彼得·海涅·尼尔森。

## 荣誉

### 外国勋章奖章
- 二等智者雅罗斯拉夫王公勋章（乌克兰，2022年10月21日公布[4]）